# Dones a Algèria
Durant la Guerra de la Independència d'Algèria de 1962, les dones algerianes van lluitar com a iguals al costat dels homes. Així van assolir un nou sentit de la seva pròpia identitat i una mesura d'acceptació per part dels homes. Després de la guerra, les dones van mantenir la seva nova emancipació i es van involucrar més en el desenvolupament del nou estat. Entre els països de la regió, Algèria és considerada com una nació relativament liberal, i l'estatus de les dones ho reflecteix. La constitució d'Algèria garanteix la igualtat entre els gèneres. Les dones poden votar i presentar-se a càrrecs polítics.

## Context
Algèria és un país del nord d'Àfrica, a la costa mediterrània. Després d'un llarg govern per França, Algèria va obtenir la independència de França el 1962. La Guerra Civil algeriana (1991-2002) va tenir una influència negativa en el benestar de les dones. El 99% de la població és araboamaziga, i un percentatge similar és musulmana, predominantment sunnita.

Localització d'Algèria
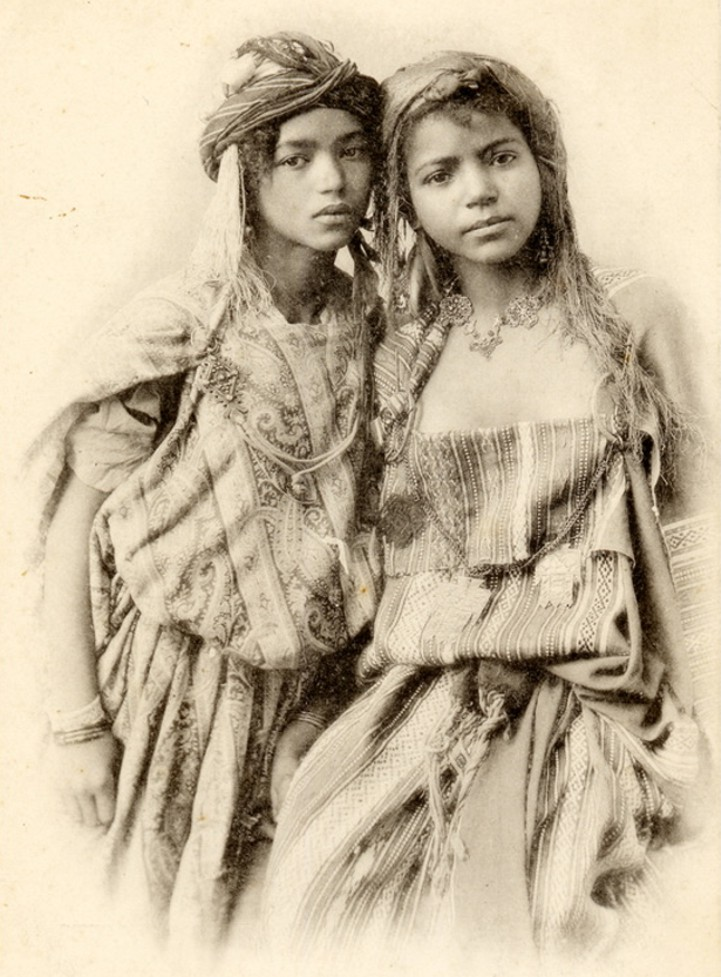
Fotografia de dues dones algerianes de Bou Saâda, c. 1906
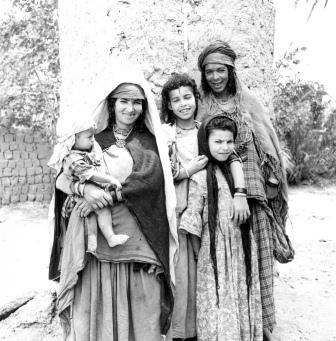
Dones algerianes dels Alts altiplans d'Argèlia
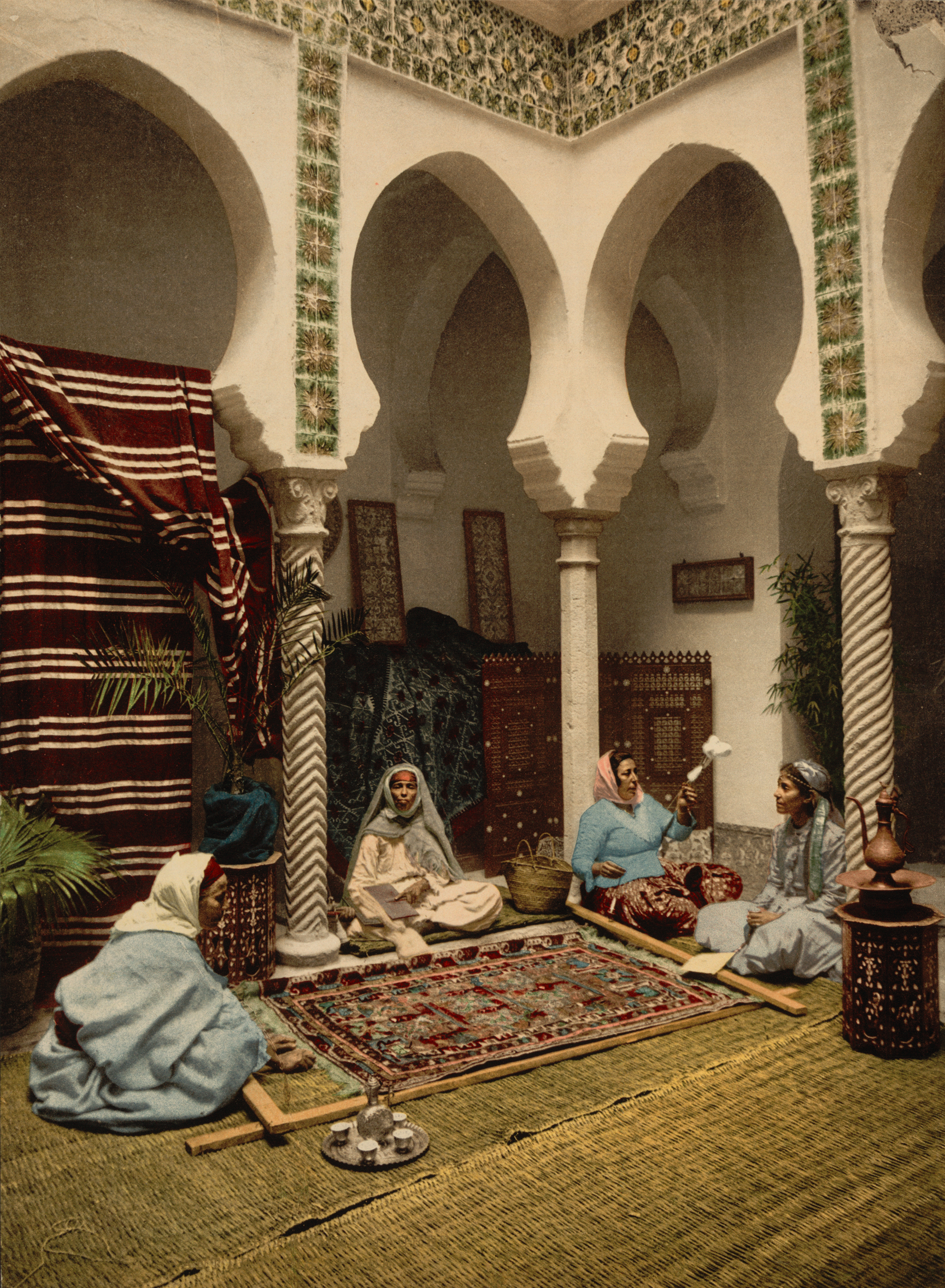
Fabricants de catifes, 1899

A Algèria, com en la resta de la regió del MENA, les dones són tradicionalment considerades més febles que els homes i s'espera que estiguin subordinades als homes. Algèria també té una forta cultura d'honor familiar, que està relacionada amb la modèstia de les dones.

### L'Algèria colonial
Tot i que les lleis de Jules Ferry de la dècada del 1880 haurien d’haver conduït a l'educació de les dones algerianes, a la dècada del 1950 només hi havia un 4% de noies musulmanes a l'escola (contra un 10% de nens algerians i un 97% denens de totes les edats d'europeus). El 1930 s'havien obert centres de formació per a dones joves algerianes, però el seu nombre era molt baix i les estudiants es limitaven a les tasques domèstiques. El 1962, el 90% de les dones algerianes eren analfabetes. Pel que fa al dret a vot, adquirit per a dones franceses el 1944, no es concedirà a Algèria fins al 1958; el 1953, França fou criticada pel Consell Econòmic i Social de les Nacions Unides per no garantir la seva implementació als seus territoris colonials.

De fet, el mite de l’assimilació de les dones durant el període colonial es va limitar a establir l'edat mínima per al matrimoni el 1958 i a instaurar el divorci legal. El pretext de respectar la convenció de 1830 (que especifica que França no ha d'influenciar els aspectes religiosos i socials dels nadius) és en realitat una excusa, ja que la colonització francesa va destruir posteriorment les estructures tradicionals de la societat algeriana. Això va portat la població a reinvertir en la família com a últim refugi d'identitat i de resistència a la dominació. El politòleg Feriel Lalami assenyala: «Les dones algerianes es troben llavors atrapades en una doble restricció: la del colonialisme i la del patriarcat de la seva societat i del poder colonial».

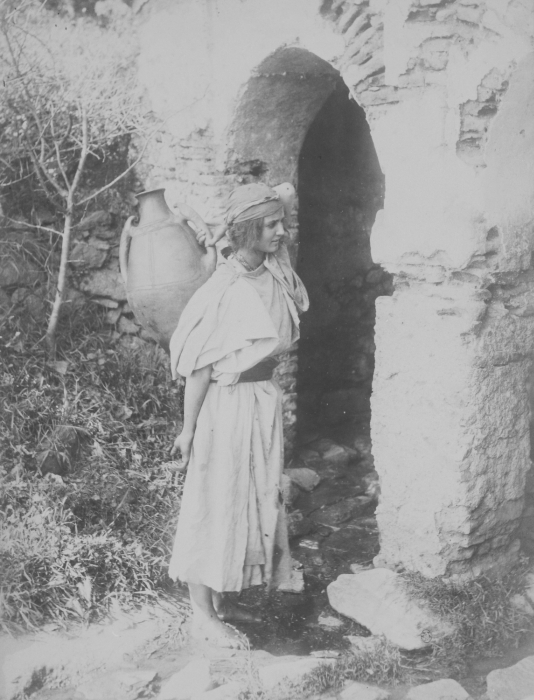
Retrat d'una jove dona cabila en una font d'aigua, c. 1870-1890
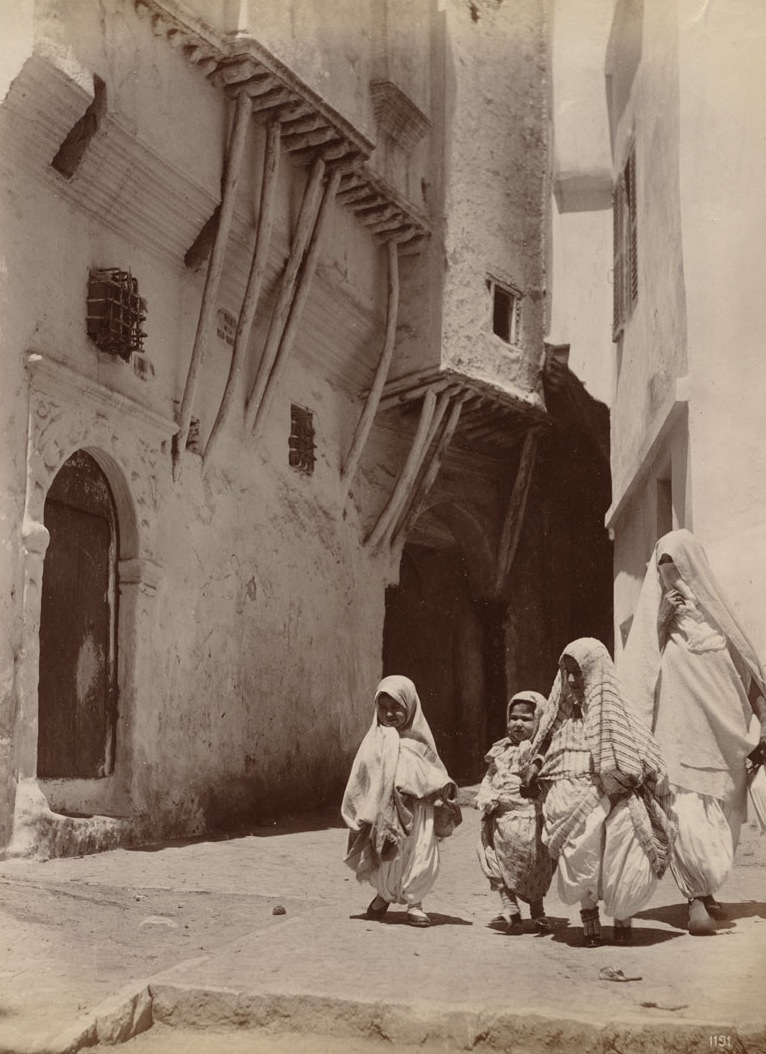
Una dona algeriana amb les seves filles passejant pel carrer, c. 1892
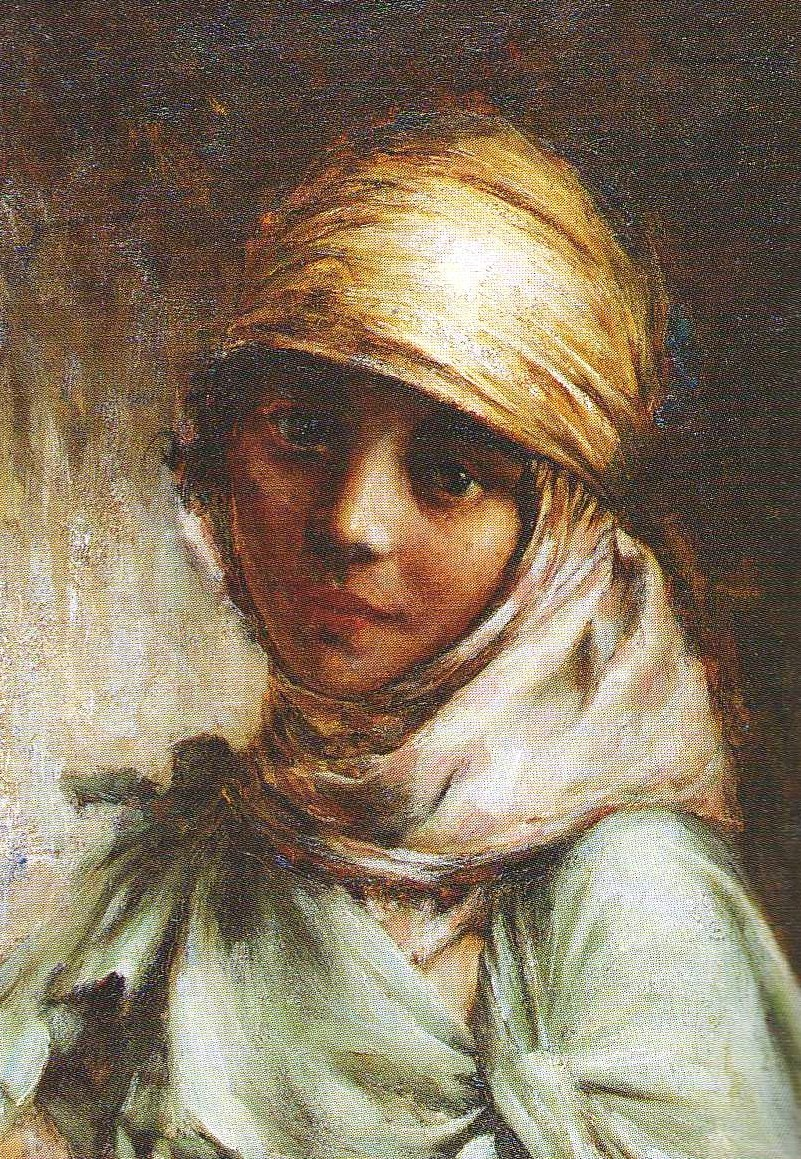
Retrat d'una jove algeriana, pintat per Georges Gasté c. 1910

No s'ha d’oblidar que el món àrab havia estat travessat des de la segona meitat del segle xix per un corrent reformista, el Nahda (النهضة ; «la Renaixença») per tal de reaccionar a la decadència de l'Imperi Otomà i a la nova situació provocada per la colonització europea. Així, els intel·lectuals han qüestionat l'estatus de les dones. El 1903, l'algerià Kamel Mohamed Ibn Mustapha va publicar Els drets de les dones i el 1913, l'egipci Mansour Fahmy La condició de les dones en la tradició i l'evolució de l'islamisme. Tot i això, aquestes publicacions tenen poc impacte a Algèria. El 1924 es va fundar la Unió Feminista Egípcia, que exigia notablement la fi de la poligàmia. El 1930 es va celebrar a Damasc el Primer Congrés de Dones d'Orient, que demanava reformes igualitàries; el dret a vot es va concedir a Turquia el 1934 i, el 1938-1939, el setmanari algerià L'Entente va iniciar un debat sobre l'estatus de la dona i el vel, reduït finalment a l'educació de les noies. Aleshores, pel que fa als drets de les dones, Algèria apareixia en retirada d'altres països àrabs i musulmans. També cal assenyalar que el poder colonial no estava disposat a atorgar drets que refusava a les dones franceses de la França metropolitana, on encara estaven en vigor diverses lleis discriminatòries resultants del Codi napoleònic.
Durant la seva estata a Algèria del 1888 al 1892, la feminista francesa Hubertine Auclert va observar la situació de les dones indígenes i va assenyalar la doble discriminació que patien (la familiar i la colonial), la segona agreujada per la primera, segons ella.

### El paper de la dona durant la Guerra d'Algèria
La situació de la dona canvia durant la guerra d'Algèria (1954-1962). És cert que les dones estan excloses dels llocs públics on la consciència nacionalista va començar els anys anteriors, però experimenten una discriminació (exclusió, pauperització, etc.) íntimament i, en contacte amb els homes de la seva família, senten parlar d'idees nacionalistes. També elles han perdut parents en la lluita; durant les cerimònies familiars, tenen lloc moments de meditació i cançons patriòtiques. A partir del 1956, algunes dones van arribar fins i tot a convertir-se en guerrilleres però, per no ofendre les concepcions dels combatents masculins, es va convidar a activistes a educar altres dones, ajudar les famílies i tractar els ferits. L’any següent, citant la duresa dels combats, les guerrilleres van ser enviades a Tunísia i al Marroc.

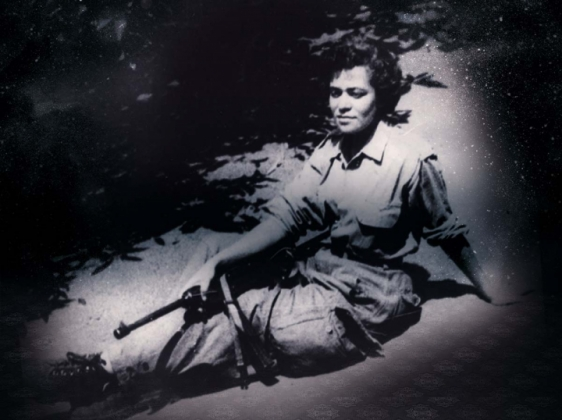
Kheira-Leïla Tayeb, 1962

Les dones van complir una sèrie de funcions diferents durant la Guerra d'Algèria. La majoria de dones musulmanes que es van convertir en participants actives ho van fer al costat del Front Nacional d'Alliberament (FLN). Els francesos incloïen algunes dones, tant musulmanes com franceses, en el seu esforç de guerra, però no estaven tan integrades, ni tenien la mateixa amplitud de tasques que les seves germanes algerianes. El nombre total de dones implicades en el conflicte, tal com es determina pel registre de veterans de guerra creat en la postguerra, van ser unes 11.000, però és possible que aquest nombre fos significativament més alt a causa de la manca d'informació.
Existeix una distinció entre dos tipus diferents de dones que es van involucrar en el conflicte: urbanes i rurals. Les dones urbanes, que constituïen aproximadament el 20% de la força total, havien rebut algun tipus d'educació i en general van optar per unir-se a la FLN per si mateixes. D'altra banda, les dones rurals (en gran part analfabetes), el 80% restant, a causa de la seva ubicació geogràfica respecte a les operacions del FLN, sovint es van involucrar en el conflicte com a resultat de la proximitat aparellada amb la força.
Les dones operaven en diverses àrees diferents durant el curs de la rebel·lió. «Les dones van participar activament com a combatents, espies, recaptadores de fons, així com infermeres, netejadores i cuineres», «les dones van ajudar a les forces de combat masculines en àrees com el transport, la comunicació i l'administració»; la gamma de participació d'una dona podia incloure tant en els papers de combatent com els de no-combatents. Mentre que la majoria de les tasques que les dones van dur a terme se centraven en l'ambit de les no-combatents, les que envoltaven el nombre limitat que van participar en actes de violència eren més freqüents. La realitat era que «les dones rurals en les xarxes de suport rural» contenien la immensa majoria de les participants. No es tracta de marginar a les dones que van participar en actes de violència, sinó simplement d'il·lustrar que constituïen una minoria.
Fins i tot si les dones participen en la lluita nacionalista (sobretot a l'Associació de Dones Musulmanes d’Algeria, AFMA), no n’hi ha cap en posicions de responsabilitat política i militar: el Consell Nacional de la Revolució Algèria (CNRA), només format per homes, tenia una activista com Nafissa Hamoud, que tenia la legitimitat de pertànyer al consell. Tanmateix, el FLN és conscient de l’interès de la mobilització de dones amb l’objectiu de fer propaganda, per tal d’engrandir el suport del poble algerià en la seva lluita. A més, algunes activistes també són objecte de processos o víctimes de tortures: el cas de Djamila Bouhired, condemnada a mort, és especialment simbòlic i dona lloc a una campanya de suport internacional.
El tema de l'alliberament de les dones després de la independència és una font de debat, però no figura a l'agenda. De fet, segons un discurs estereotípic, es considera que les dones van participar en la independència del país, però ara no hi ha qüestió de qüestionar el seu estatus i donar-les nous drets. Així, sobre la qüestió del vel, Frantz Fanon va assenyalar: «Vetllem per tradició, per la rígida separació de sexes, però també perquè l'ocupant vol treure el vel d'Algèria». Citant els testimonis de dones que van lluitar (el 3,1% dels efectius), Feriel Lalami afegeix que «en el context de la lluita per la independència, les era impossible atacar la seva pròpia comunitat i arriscar-la. Es van debilitar en un moment en què es van haver de mobilitzar totes les forces. […] La preservació de la personalitat algeriana esdevé el paper assignat a les dones». Si els nacionalistes van utilitzar les idees franceses de llibertat i igualtat per usar-les contra el poder colonitzador, és evident que no les van aplicar a les dones. I Feriel Lalami va concloure el 2008: «Encara avui, el moviment femení és presoner d'aquest passat i qualsevol demanda de drets o igualtat és denunciada, tant per les autoritats algerianes com pels islamistes, com un atac als valors autèntics de la nació i com a despersonalització».
Tot i que els drets de les dones són reconeguts constitucionalment, en realitat són ignorats pels homes

## Matrimoni i vida personal
L'edat legal per al matrimoni és de 18 anys per a les dones i 21 per als homes. Moltes dones algerianes es casen i comencen a tenir famílies molt majors que les que tenien sota el domini francès. L'educació, el compromís laboral i el canvi d'actituds socials són les raons del canvi.
El 2010, la taxa total de fertilitat era de 1,76 fills nascuts/dona. Es tracta d'una caiguda de 2,41 en 2009 i 7,12 en la dècada del 1970, just després de la Guerra de la Independència d'Algèria de França.

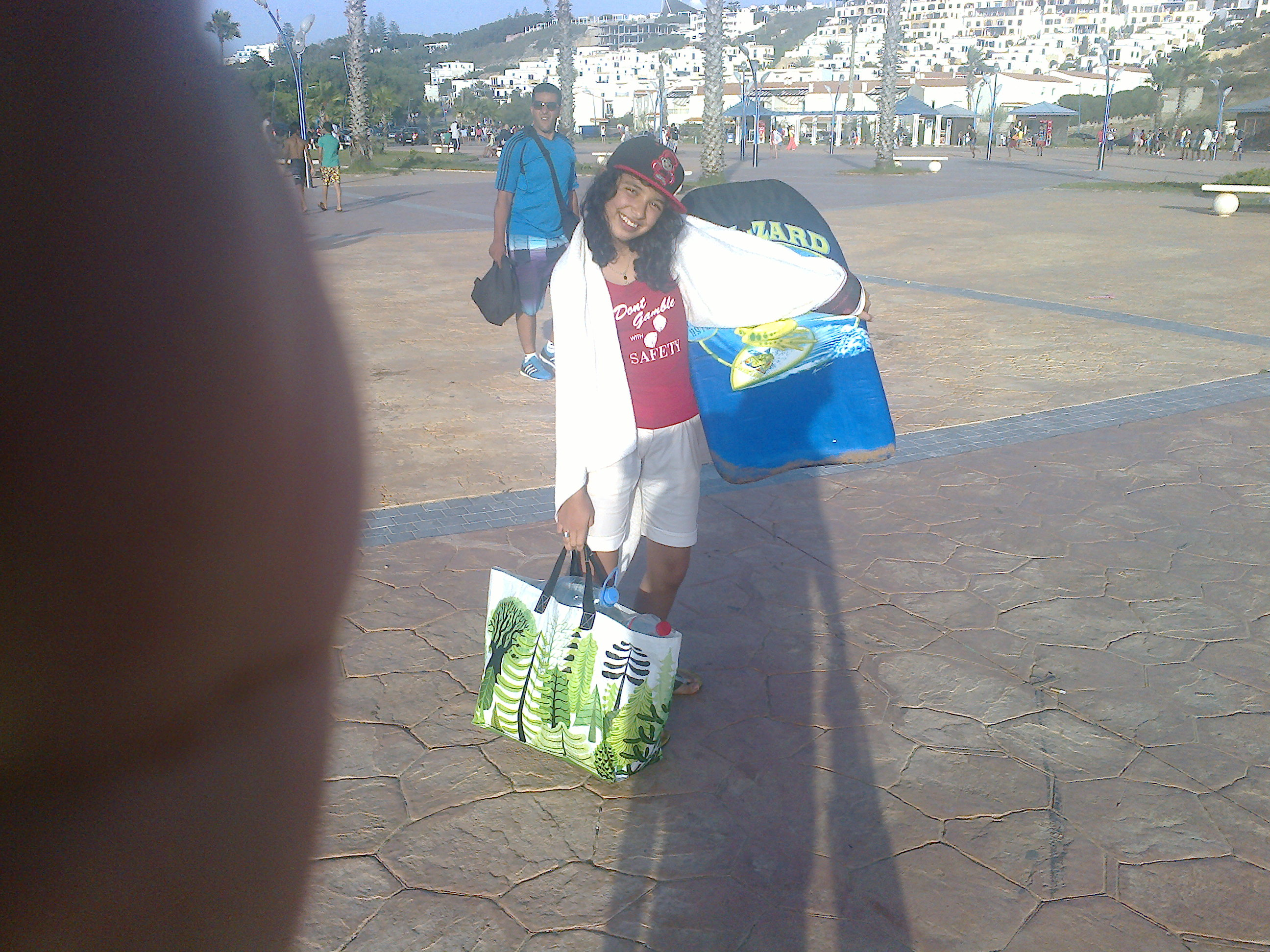
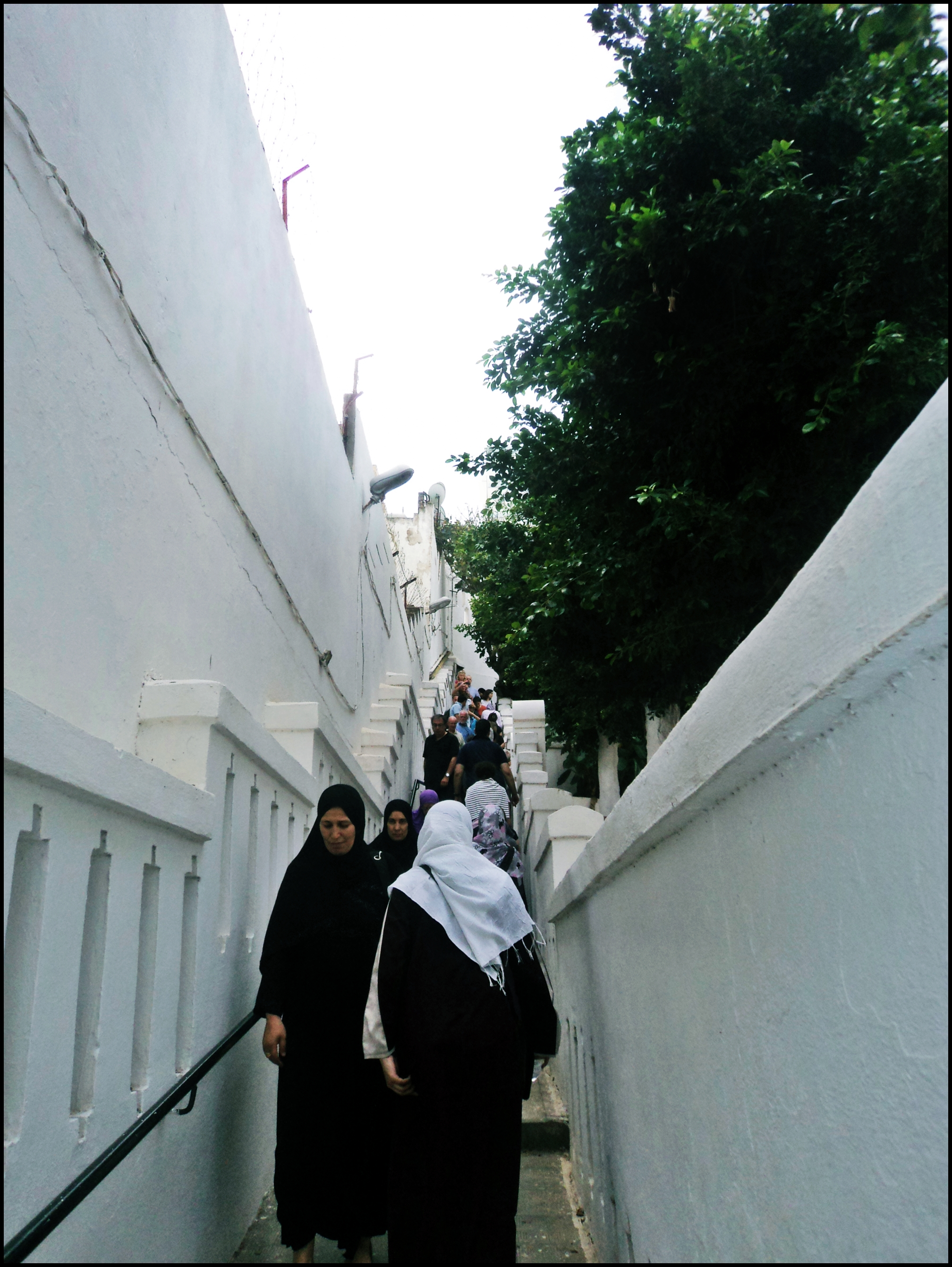
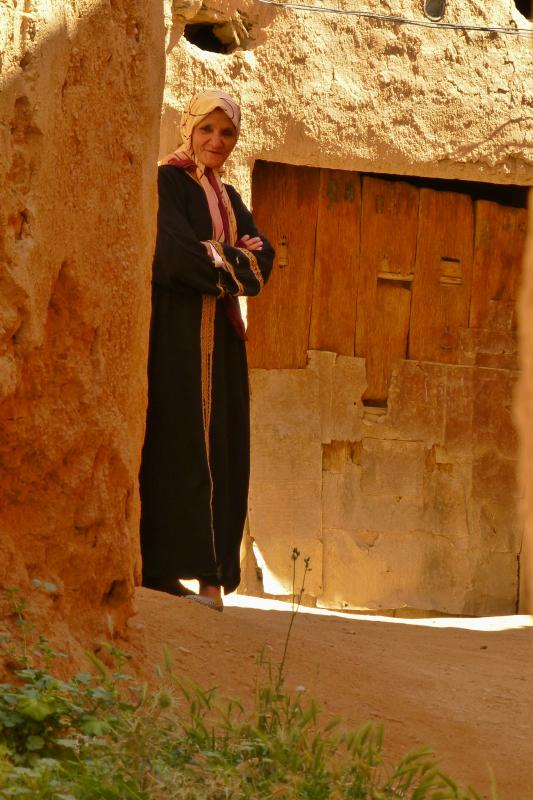

Els colonitzadors francesos es van oposar al vel a causa de la seva constitució sobirana secular i el concepte de laïcité. La constitució secular francesa es basa en la Declaració dels Drets de l'Home i del Ciutadà de 1789, que confereix intencionadament drets als homes i els nega a les dones.
Sota el domini francès, les algerianes s'aferraven al vel islàmic, i després de la independència van augmentar el seu ús.

## Educació i treball
Abans de la independència del país, molt poques dones algerianes natives sabien llegir i escriure. Això va ser el resultat d'una prohibició imposada pels francesos de l'educació islàmica per a tota la població autòctona algeriana, el que també va portar al tancament de moltes escoles, fins que a penes hi havia prou escoles per adaptar-se a les necessitats del país. Les restes d'aquesta política continuen manifestant-se avui dia en la taxa d'alfabetització significativament baixa que es troba en dones majors de 40 anys.
La taxa d'alfabetització de les dones és encara inferior a la dels homes (és a dir, el 73,1% de les dones i el 87,2% dels homes, segons les estimacions de 2015, a partir d'una població major de 15 anys).

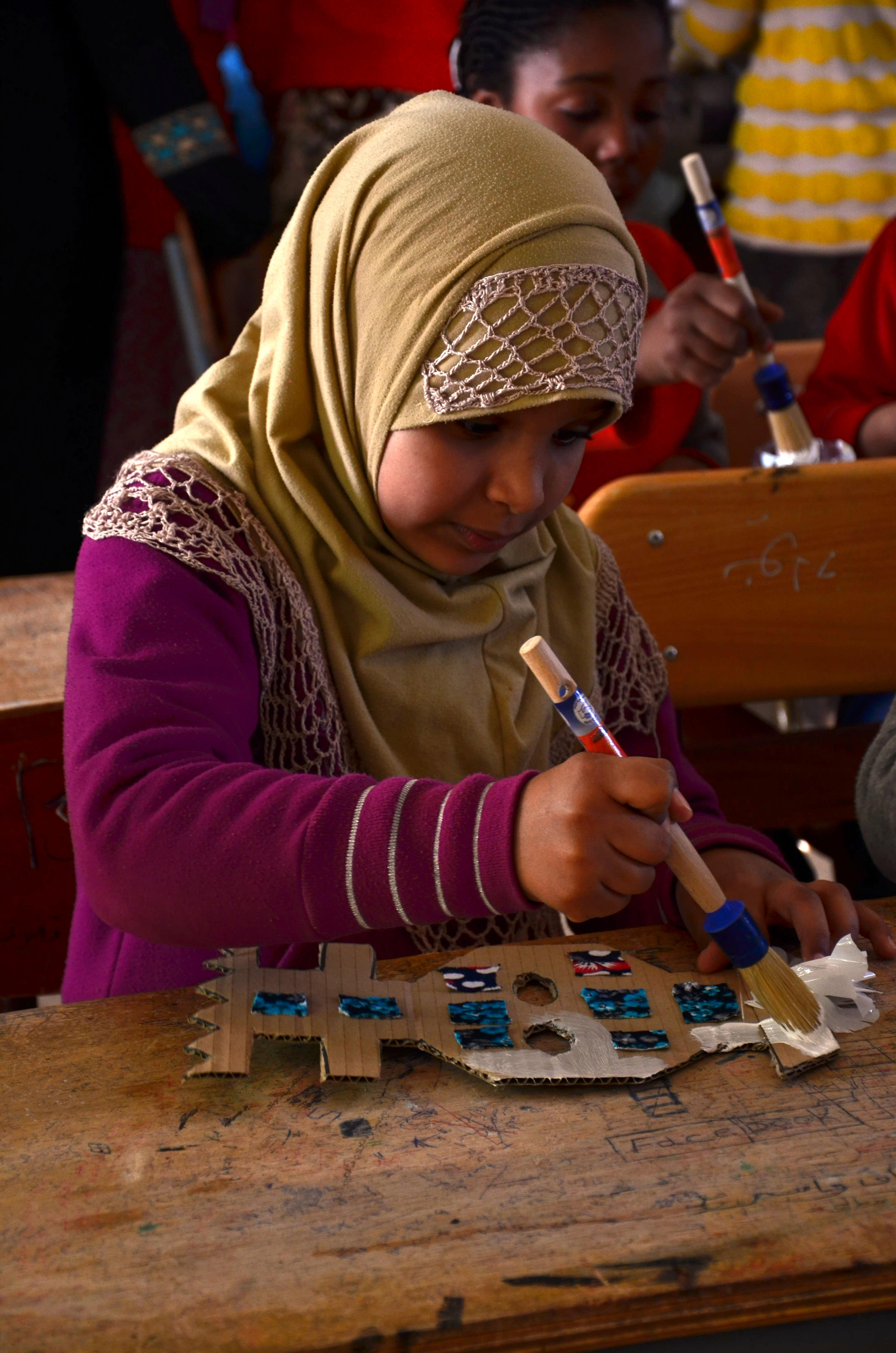
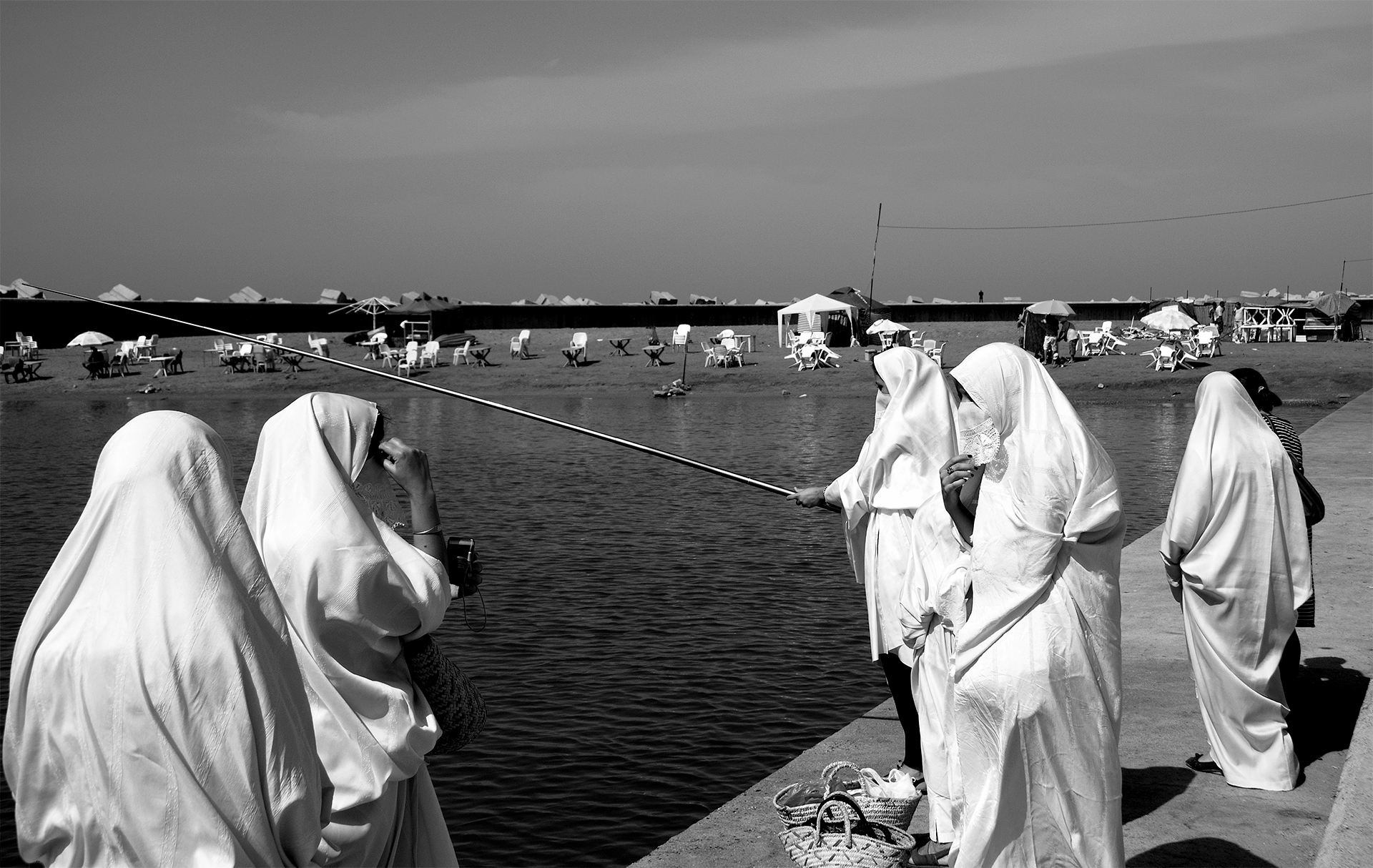
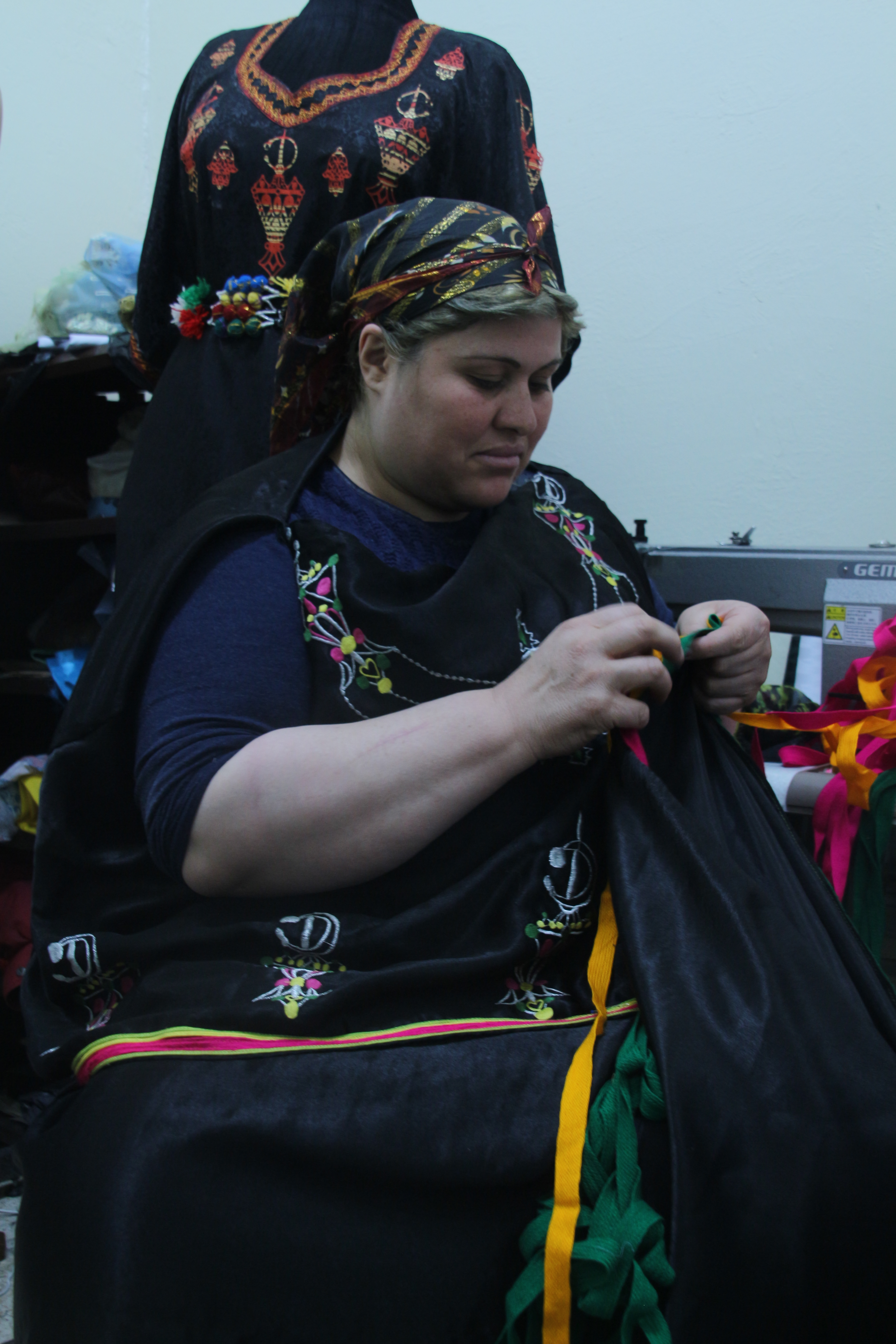

Després de la independència, les dones del nord d'Àfrica i Algèria gaudien de molts més drets humans que les seves homòlogues dels països veïns i d'altres països africans. Les dones algerianes poden heretar propietats, demanar el divorci, retenir la custòdia dels seus fills, obtenir una educació, i treballar en molts sectors de la societat. Les dones representen el 70% dels advocats d'Algèria i el 60% dels seus jutges. També dominen els camps de la medicina, la salut i la ciència. Cada vegada més, les dones algerianes contribueixen més a la renda familiar que els homes. El 2007, el 65% per cent dels estudiants universitaris eren dones, amb més del 80% de la població activa després de la graduació. Se les anima a ser educades i contribuir a la societat algeriana. Les dones algerianes es troben entre les primeres del nord d'Àfrica en convertir-se en taxistes i conductores d'autobusos. El seu número també augmenta en les forces policials i els cossos de seguretat.

## Educació
L'educació per a nenes i nens és igual (93% i 95% respectivament). Tot i que les dones algerianes representen el 53% de les estudiants en les universitats, tendeixen a estar més centrades en les «fases tradicionals», com l'ensenyament i la infermeria. Les dones algerianes poden triar la carrera que desitgin, però les normes socials i culturals i els seus marits són els principals obstacles en el seu camí. La taxa d'alfabetització dels homes és una mica més alta que la de les dones (94% i 89%, respectivament). En general, el sistema educatiu és incomparablement igual, però el problema és que si aquestes dones trenquen els rols tradicionals de la carrera basada en el seu gènere, no tenen moltes opcions per a ser contractades.

## Participació política

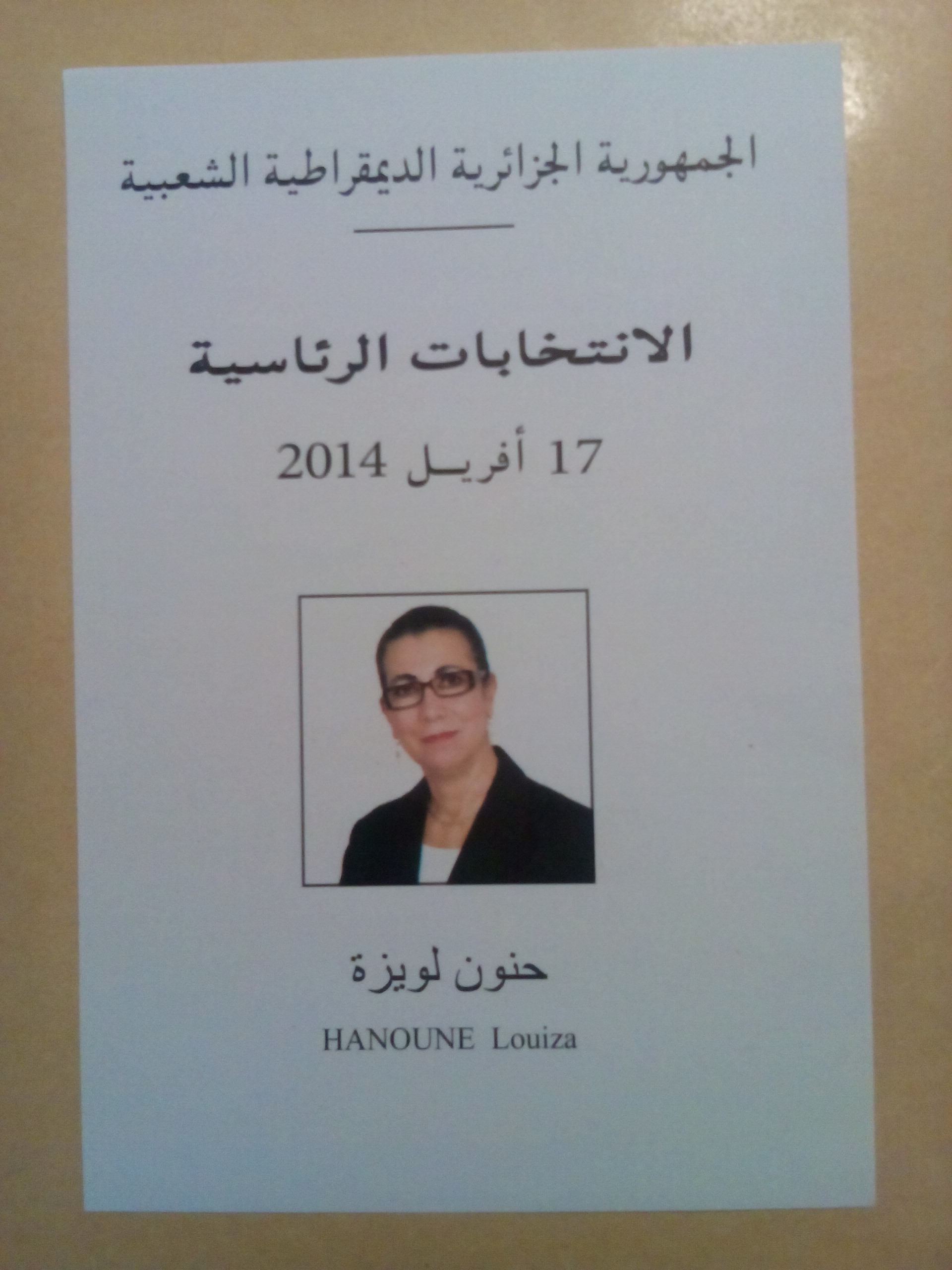
Papereta electoral de Louisa Hanoune, 2014

Abans de la guerra d'independència, les dones eren en general excloses de la vida política. Després de la independència el 1962, on les dones van tenir un paper actiu, estaven mal representades en la construcció del nou estat. Durant la primera Assemblea Nacional, només hi havia 10 dones dels 194 membres presents. Totes aquestes dones havien participat en la guerra per la independència. En la segona reunió de l'Assemblea Nacional, 2 dels 138 membres eren dones.
L'alçament que va tenir lloc a l'octubre de 1988 va portar a una nova constitució que va introduir un sistema multipartidista. Això va portar a la creació de moltes associacions, entre elles associacions de feministes i dones en general. Aquestes associacions van fer les dones més visibles a l'esfera pública. Les quatre més visibles i importants d'aquestes associacions es van crear per la «igualtat de drets per a homes i dones», «el triomf dels drets de les dones», «la defensa i la promoció de les dones» i «l'emancipació de les dones».
De 1981 a 1991, les dones estaven representades proporcionalment en els partits petits i marginals de l'extrema esquerra. El Partit dels Treballadors (PT) va ser dirigit per una dona: Louisa Hanoune.Tant els partits de l'esquerra com el FLN representaven dones candidates a les eleccions. Els partits islamistes religiosos no representaven dones candidates a les eleccions, però les dones podien ser membres.
Avui dia, les dones estan representades, encara que no proporcionalment als homes, tant en el Parlament com en els càrrecs ministerials. El 2012, les dones algerianes ocuparen el 31% dels escons parlamentaris, situant el país en el 26è món i en el primer lloc del món àrab. El 2012 es van establir reformes polítiques, amb el suport del Programa de les Nacions Unides per al Desenvolupament, per proporcionar un marc legal que concedia a les dones una representació del 30% en les assemblees electes. A nivell local, la taxa és només del 18%, a causa del fet que és difícil trobar dones disposades a aparèixer en les urnes en les comunes.
Després de la reelecció del president Bouteflika el 2014, set dones van ser nomenades ministres en el seu gabinet. Això suposa fins a un 20% de tots els càrrecs ministerials. Les dones que ocupen els set nous càrrecs ministerials són: Ministra d'Educació Nouria Benghebrit; Ministra de Planificació de l'Ús de la Terra i Medi Ambient Dalila Boudjemaa; Ministra de Cultura Nadia Labididi; Ministra de Família i Dones Mounia Meslem; Ministra de Correus, Tecnologia de la Informació i Comunicació Zahra Dardouri; Ministra de Turisme Nouria Yamina Zerhouni i Ministra Delegada d'Artesania Aish Tabagho.
Fins avui, Algèria no hi ha hagut cap dona cap d'estat. Louisa Hanoune es va convertir en les primeres dones tant a Algèria com al món àrab a presentar-se al càrrec el 2004.

## Participació econòmica
Quan es tracta de posseir terres, les dones es troben en una situació de desavantatge important. El seu accés a la propietat de terres està limitat per les lleis tradicionals d'Algèria. Fins i tot a través de la llei algeriana, les dones tenen dret a accedir als préstecs bancaris i són lliures de negociar contractes financers o comercials, però aquestes accions solen estar restringides pels seus marits.
La mà d'obra femenina representaven el 37% enfront dels homes que representaven el 80%. La taxa de desocupació juvenil per als homes (43%) era lleugerament inferior a la de les dones (46%). El 60% de les dones algerianes estan ocupades, però només la meitat tenen un estatus d'assalariada. En el fons, la majoria de les dones no es beneficien de la seva capacitat d'ocupació. La majoria de les dones algerianes estan ocupades per l'administració pública i ocupen gran part de les professions relacionades amb l'ensenyament i les «professions tradicionals» d'Algèria. Una excepció és la professió mèdica; més de la meitat dels metges d'Algèria són dones.
L'any 2002, el Comitè Nacional de Dones Treballadores va proporcionar un centre per ajudar a les víctimes d'assetjament sexual en el lloc de treball. A més, hi ha hagut activistes que han estat fent campanya perquè hi hagi una llei per a protegir les dones de l'assetjament sexual en el lloc de treball.

## Salud
Pel que fa als serveis reproductius, el 96% dels naixements van ser assistits per un personal sanitari qualificat el 2002. La mortalitat materna continua sent un problema d'alguna manera a Algèria, amb algunes diferències en diferents zones de la regió. Segons el Ministeri de Salut i Població, les taxes de mortalitat materna es van reduir a la meitat en deu anys. La taxa de mortalitat materna el 2010 va ser d'1 de cada 430 dones. El 2011, l'ús de les instal·lacions sanitàries per part de les dones algerianes era del 95,1%.
Entre 2008 i 2011, el nombre de dones que tenien un coneixement exhaustiu sobre el VIH/SIDA a l'edat de 15 a 24 anys era del 13,1%.
El 68% de les dones d'edats compreses entre els 15 i 49 anys pensaven que la violència del seu cònjuge era acceptable en algunes situacions. No obstant això, la gent semblava que no creien en el matrimoni infantil i només es van celebrar un total de 4 en aquell any.
Les mares que busquen immunització per als nadons i els nens oscil·laven entre el 90% i el 99% l'any 2012.

## La vida familiar de les dones
Pel que fa a les proteccions legals per a les dones a Algèria, les actuals proteccions són generals i deficients.
El Codi de família de 1984, inspirat en la xaria, es basa en principis religiosos conservadors i considera les dones com a menors d'edat que necessiten protecció d'un home adult. Les dones activistes han tingut èxit a l'hora de conscienciar sobre el canvi del codi familiar original a un equivalent més modernitzat que beneficia i protegeix les dones. Encara que la llei va ser modificada per l'Ordenança núm. 05-02 del 27 de febrer de 2005, encara manté moltes disposicions discriminatòries. Després de la reforma del 2005, una dona pot demanar el divorci, però només si retorna els diners que el seu marit va pagar per la dot.

## Figures notables
- Assia Djebar - Novel·lista, traductor i cineasta. La majoria de les seves obres tracten els obstacles als quals s'enfronten les dones, i destaca per la seva postura feminista.
- Djamila Bouhired i Djamila Boupacha - Revolucionàries i nacionalistes algerianes que es van oposar al domini colonial francès d'Algèria en la dècada del 1960.
- Kàhina - Líder religiosa i militar amaziga del segle vii, que va dirigir la resistència indígena a l'expansió àrab al nord-oest d'Àfrica.
- Khadija Benguenna - Periodista i reportera de notícies del canal internacional AlJazeera. És coneguda per criticar els polítics corruptes d'Algèria.
- Khalida Toumi - Ministra de Comunicació i Cultura, i activista feminista.
- Louisa Hanoune - La cap del Partit dels Treballadors d'Algèria (Parti des Travailleurs, PT). El 2004, es va convertir en la primera dona a presentar-se a la presidència d'Algèria. Hanoune va guanyar el 4,22% dels vots, quedant segona de sis candidats. Encara que es creu que les eleccions van ser fraudulentes com a mitjà per reelegir al president Abdelaziz Bouteflika.
- Sofia Boutella - Actriu (La Mòmia 2017) i ballarina (hip-hop i carrer).
- Souad Massi - Cantant, compositora i guitarrista coneguda pels seus punts de vista polítics.
- Zohra Drif - Advocada jubilada i vicepresident del Consell de la Nació, la cambra alta del Parlament algerià.

## Algerianes destacades

### Activistes
- Aïcha Lemsine
- Anna Gréki
- Mamia Chentouf
- Nassira Belloula
- Ourida Chouaki
- Souad Bendjaballah

### Actrius
- Djanet Lachmet
- Fatiha Berber
- Haifa Rahim
- Malika Belbey
- Meriem Oukbir
- Numidia Lezoul
- Rayhana Obermeyer
- Sara Lalama
- Souhila Mâallem

### Artistes
- Houria Niati
- Lydia Ourahmane
- Mimi Hafida
- Myriam Ben
- Nadia Benbouta
- Samta Benyahia
- Souhila Belbahar
- Zaida Ben-Yusuf
- Zineb Sedira
- Zohra Bensemra
- Zoulikha Bouabdellah

### Cantants
- Amel Bouchoucha
- Chaba Fadela
- Cheba Zahouania
- Cheikha Rabia
- Cheikha Rimitti
- Fella El Djazairia
- Houria Aïchi
- Line Monty
- Malika Domrane
- Marie Soussan
- Meriem Beldi
- Raja Meziane
- Reinette L'Oranaise
- Souad Massi
- Taos Amrouche
- Yasmine Nayar
- Warda Al-Jazairia

### Directores de cinema
- Amal Bedjaoui
- Assia Djebar
- Djamila Sahraoui
- Fatma Zohra Zamoum
- Nadia Labidi
- Sofia Djama
- Yamina Bachir
- Yasmine Chouikh

### Escriptores
- Ahlam Mosteghanemi
- Amèle El Mahdi
- Anna Gréki
- Assia Djebar
- Berthe Bénichou-Aboulker
- Corinne Chevallier
- Djemila Benhabib
- Djamila Debèche
- Fadhma Aït Mansour
- Fadhila El Farouk
- Fatima Gallaire
- Fatma Zohra Zamoum
- Hélène Cixous
- Houda Darwish
- Leïla Aouchal
- Leïla Marouane
- Leïla Sebbar
- Lynda Chouiten
- Maïssa Bey
- Malika Mokeddem
- Nassira Belloula
- Rabia Djelti
- Salima Ghezali
- Samira Bellil
- Samira Negrouche
- Wassyla Tamzali
- Yamina Bachir
- Yamina Méchakra
- Zuhur Wanasi

### Esportistes
- Amira Benaïssa
- Asma Houli
- Farah Boufadene
- Fatima Mokhtari
- Feriel Esseghir
- Imane Taleb
- Inès Ibbou
- Kahina Saidi
- Lamya Matoub
- Lila Latrous
- Lynda Hamri
- Lynda Mekzine
- Mébarka Hadj Abdellah
- Meriem Moussa
- Rachida Ferdjaoui
- Rachida Ouerdane
- Salima Souakri
- Samia Medjahdi
- Zahra Bouras

### Feministes
- Assia Djebar
- Baya Jurquet
- Fadhila Chitour
- Habiba Djahnine
- Khalida Toumi
- Malika Domrane
- Samira Negrouche
- Sofia Djama
- Souad Bendjaballah
- Tassadit Yacine
- Wassyla Tamzali

### Periodistes
- Aïcha Lemsine
- Djamila Debèche
- Elaine Mokhtefi
- Khadija Benguenna
- Leïla Marouane
- Mimi Hafida
- Nabila Ramdani
- Nassira Belloula
- Salima Ghezali

### Polítiques
- Baya Jurquet
- Elaine Mokhtefi
- Farida Haddouche
- Fatiha Boudiaf
- Fatima Zohra Karadja
- Fatma Zohra Ksentini
- Lalla Fatma N'Soumer
- Louisa Hanoune
- Myriam Ben
- Nadia Boubeghla
- Naima Farhi
- Zohra Drif
- Zuhur Wanasi

### Altres
- Leila Zerrougui (jurista)
- Miriam Merad (científica)
- Nacéra Benseddik (historiadora)
- Nora Berrah (física)
- Sihem Amer-Yahia (científica)
- Sofia Boutella (ballarina)
- Tassadit Yacine (antropòloga)
- Yasmine Belkaid (científica)